# Муту, Вонгечи
Вонгечи Муту (англ. Wangechi Mutu; род. 22 июня 1972 в Найроби, Кения) — современная кенийская художница.

## Биография
Родилась в 1972 в Найроби, Кения. Живёт и работает в Бруклине, Нью-Йорк, США.
Творческий коллектив Вонгечи Муту принимал участие в основном проекте 5-й Московской биеннале современного искусства, которая проходила с 20 сентября по 20 октября 2013 года.

## Образование
Она получила образование в монастыре Лорето Мсонгари (1978–1989), а затем училась в Уэльсе в Объединённом Мировом Колледже Атлантики. Муту переехала в Нью-Йорк в 1990-х годах, специализируясь на изобразительном искусстве и антропологии в Новой школе социальных исследований и Школе дизайна Парсонс. Она получила степень бакалавра искусств в Купер Юнион по развитию искусства и науки в 1996 году и степень магистра в области скульптуры в Йельском Университете в 2000 году.

## Творчество
Кенийка по рождению, Вонгечи Муту получила образование скульптора и антрополога. Её творчество исследует противоречия женской и культурной идентичности и отсылает к колониальной истории, современной африканской политике и международной индустрии моды. Соединяя вместе образы из журналов, закрашенные поверхности и найденные материалы, коллажи Муту напоминают операцию по трансплантации и бионическое протезирование. Фигуры Муту одновременно отталкивающие и привлекательные, древние и футуристические — из насилия художница создает притягательную красоту. Её работа демонстрирует кризис идентичности, когда происхождение и принадлежность определённой культуре становятся тревожной и опасной территорией.
Работы Муту выставлялись в галереях и музеях по всему миру, включая Музей современного искусства Сан-Франциско, Музей искусств Майами, современную галерею Тейт в Лондоне, Музей-студия в Гарлеме в Нью-Йорке, Музей Кунстпаласта в Дюссельдорфе, Германия, Центр Помпиду в Париже.

## Персональные выставки
- 2003 — Pagan Poetry, Susanne Vielmetter Los Angeles Projects, Los Angeles, CA
- 2003 — Creatures, Jamaica Center for the Arts and Learning, Queens, NY